# Nora Owen

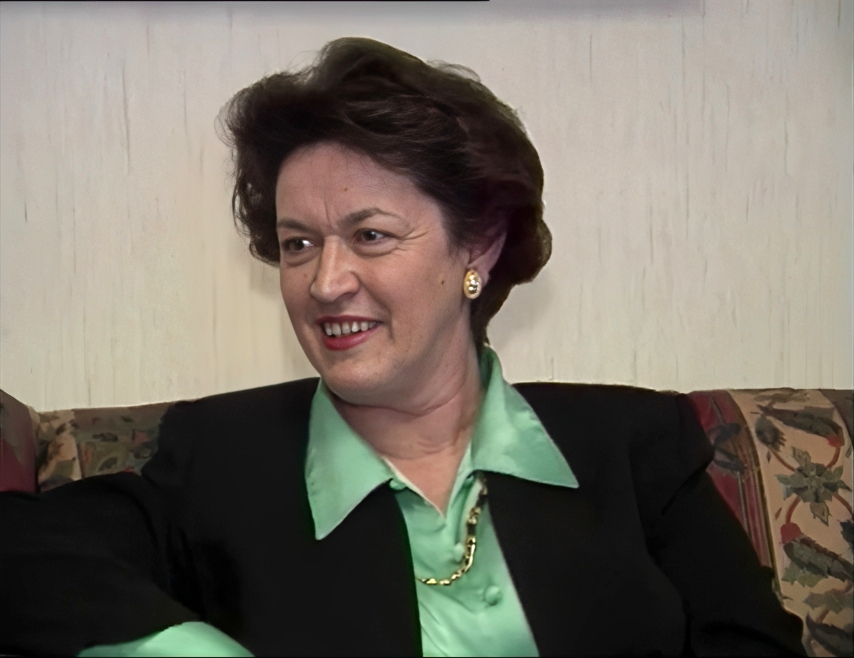
Nora Owen, 1995

Nora Owen (Geburtsname: O’Mahony; * 1. Juni 1945 in Dublin) ist eine ehemalige irische Politikerin der Fine Gael.

## Biografie
Nora Owen, die als Chemikerin in der Industrie tätig war, begann ihre nationale politische Laufbahn 1981 als Kandidatin der Fine Gael mit der Wahl zur Abgeordneten (Teachta Dála) des Unterhauses (Dáil Éireann), in dem sie bis zu ihrer Wahlniederlage 1987 die Interessen des Wahlkreises Dublin North vertrat.
1989 wurde sie erneut zur Abgeordneten des Unterhauses gewählt und vertrat dort nach zwei anschließenden Wiederwahlen bis 2002 wiederum den Wahlkreis Dublin North.
Nach der Bildung einer Koalitionsregierung wurde sie am 15. Dezember 1994 von Premierminister (Taoiseach) John Bruton zur Justizministerin in dessen Kabinett ernannt und behielt dieses Amt bis zum Ende von Brutons Amtszeit am 26. Juni 1997.
Nachdem sie bei den Unterhauswahlen 2002 eine Wahlniederlage erlitt, schied sie aus dem Dáil aus und zog sich aus der aktiven Politik zurück.
Nora Owen ist nicht nur eine Großnichte des Anführers der irischen Freiheitsbewegung Michael Collins, sondern auch die jüngere Schwester von Mary Banotti (1939–2024), der Präsidentschaftskandidatin der Fine Gael 1997 und langjährigen Abgeordneten des Europäischen Parlaments.